# Parinya Saenkhammuen
Parinya Saenkhammuen (thailändisch ปริญญา แสนคำหมื่น, * 27. Juli 1983 in Ubon Ratchathani) ist ein thailändischer Fußballspieler.

## Karriere
Parinya Saenkhammuen stand bis Ende 2010 bei Air Force Central unter Vertrag. Der Verein aus der thailändischen Hauptstadt Bangkok spielte in der zweiten Liga des Landes, der Thai Premier League Division 1. 2011 wechselte er zum Pattaya United FC. Mit dem Klub aus Pattaya in der Provinz Chonburi spielte er in der ersten Liga, der Thai Premier League. Ende 2013 musste er mit den Dolphins in die zweite Liga absteigen. Für den Klub absolvierte er mindestens zehn Erstligaspiele. Nach dem Abstieg verließ er Pattaya und schloss sich die Hinserie 2014 Customs United an. Die Rückserie spielte er beim Pathum Thani University FC. 2015 nahm ihn der Drittligist Khon Kaen United FC unter Vertrag. Mit dem Verein aus Khon Kaen wurde er am Saisonende Meister der North/Eastern Region. Nach acht Spielen der folgenden Saison wurde der Verein gesperrt. Wo er seit 2016 spielte, ist unbekannt.

## Erfolge
Khon Kaen United FC
- Regional League Division 2 – North/East: 2015